# 异缬氨酸
异缬氨酸（英語：Isovaline）分子式为C5H11NO2，是缬氨酸的同分异构体，存在于默奇森陨石中。